# برنارد فون برينتانو
برنارد فون برنتانو Bernard von Brentano (ولد في 15 أكتوبر 1901 في أوفنباخ على نهر الماين – ومات في 29 ديسمبر 1964 في فيسبادن) هو شاعر ومسرحي وقصاص وروائي وكاتب مقال وصحفي ألماني.
هو شقيق كليمنس وهاينريش فون برنتانو. عمل منذ عام 1925 في مكتب جريدة Frankfurter Zeitung في برلين. هاجر في عام 1933 إلى سويسرا وعاش مع عائلته في كوسناخت قرب زيورخ. عاد في عام 1949 من مهجره إلى ألمانيا. وعاش منذ ذلك الحين مع عائلته في فيسبادن حتى وفاته.

## من أعماله
- حول جدية الحياة 1929
- الرأسمالية والأدب الجميل 1930
- بداية البربرية في ألمانيا 1932
- أقاصيص برلينية 1934
- تيودور شيندلر 1936
- قضية بلا قضاة 1937
- المشاعر الأبدية 1939
- فيدرا (مسرحية) 1939
- يا أرض الحب 1952
- أين هي برلين في أوروبا 1987

## روابط خارجية
- برنارد فون برينتانو على موقع IMDb (الإنجليزية)
- برنارد فون برينتانو على موقع مونزينجر (الألمانية)